# ルードウィヒ・S・レーンホルム
ルードウィヒ・S・レーンホルム（Ludwig S. Löenholm、1854年 - 没年不詳）は、明治時代にお雇い外国人として来日したドイツの法学者である。ミドルネームはヘルマン（Hermann）とも表記される。

## 経歴・人物
ライプチヒ大学及びハレ大学卒業。来日前はライプチヒ地方裁判所等を務めた。
1889年（明治22年）に日本政府に雇われ来日し、東京の独逸協会学校（現在の独協学園）で法律学の教鞭を執った。翌1890年（明治23年）からは東京帝国大学の教師となり、1911年（明治41年）に任期満了し退職するまで900人以上の学生にドイツ法を教えた。また同時期に司法省顧問も務め、日本の民法典及び商法典を英訳した。
この業績により、明治天皇から勲三等瑞宝章、旭日章が贈られ、東京大学の名誉教授となった。